# Амстердамсе
Амстердамсе (нидерл. Amsterdamsche Hockey & Bandy Club) — голландский спортивный клуб по хоккею на траве и хоккею с мячом из Амстердама, 21-кратный чемпион Нидерландов по хоккею на траве среди мужчин и 20-кратный среди женщин.

## История
Клуб по хоккею на траве «Амстердамсе» был основан 28 января 1892 года и является старейшим хоккейным клубом в Нидерландах. В 1939 году клуб переехал на стадион Вагенер, названный так в честь тогдашнего президента Йоопа Вагенера. В середине 70-х клуб не мог больше содержать стадион и он перешёл в собственность голландской федерации по хоккею на траве. Тем не менее «Амстердамсе» сохранил право на первоочередное использование стадиона. В 1975 году клуб в 14-й раз стал чемпионом Голландии, после чего следующий чемпионский титул пришлось ждать 19 лет, а самая крупная безвыигрышная серия случилась у «Амстердамсе» в период с 1937 года по 1962, когда команда на протяжении 25 лет не могла стать чемпионом страны. В 21 веке на счету столичной команды есть 4 чемпионских титула, завоёванных в 2003, 2004, 2011 и 2012 годах. В 2005 году «Амстердамсе» впервые в истории стал обладателем Кубка Европейских чемпионов.

## Текущий состав

### Женщины
| Вратари       |                  |                        |                  |
| Номер         | Страна           | Имя                    | Дата рождения    |
| 1             | Флаг Нидерландов | Анне Венендал          | 7 сентября 1995  |
| 19            | Флаг Нидерландов | Вита Брессер           | 29 сентября 1996 |
| Защитники     |                  |                        |                  |
| Номер         | Страна           | Имя                    | Дата рождения    |
| 2             | Флаг Нидерландов | Анне-Софи ван дер Пост | 14 июня 1990     |
| 3             | Флаг Нидерландов | Юдит Зевенховен        | 3 марта 1991     |
| 5             | Флаг Нидерландов | Сартье Стейнс Биссхоп  | 30 ноября 1995   |
| 7             | Флаг Нидерландов | Марили Вис             | 22 января 1991   |
| 21            | Флаг Нидерландов | Софи Полкамп           | 2 августа 1984   |
| 22            | Флаг Нидерландов | Лаурен Стам            | 30 января 1994   |
| Полузащитники |                  |                        |                  |
| Номер         | Страна           | Имя                    | Дата рождения    |
| 11            | Флаг Нидерландов | Кики Колло д’Эскюри    | 24 февраля 1989  |
| 13            | Флаг Нидерландов | Лея Бригита            | 27 ноября 1993   |
| 14            | Флаг Нидерландов | Джеки Схунакер         | 28 июля 1988     |
| 18            | Флаг Нидерландов | Стерре Детман          | 6 апреля 1996    |
| 24            | Флаг Нидерландов | Эва Де Гуде            | 23 марта 1989    |
| Нападающие    |                  |                        |                  |
| Номер         | Страна           | Имя                    | Дата рождения    |
| 4             | Флаг Нидерландов | Китти ван Мале         | 5 июня 1988      |
| 8             | Флаг Нидерландов | Шарлотте Вега          | 14 марта 1991    |
| 9             | Флаг Нидерландов | Пин Холлеман           | 27 сентября 1994 |
| 10            | Флаг Нидерландов | Келли Йонкер           | 23 мая 1990      |
| 12            | Флаг Нидерландов | Мария Версхор          | 22 апреля 1994   |
| 16            | Флаг Нидерландов | Эллен Хог              | 26 марта 1986    |
| 23            | Флаг Нидерландов | Эльземик Грун          | 12 февраля 1988  |

## Достижения

### Женщины
Чемпионат Нидерландов по хоккею на траве среди женщин:
- Чемпион (20): 1937, 1938, 1949, 1971, 1972, 1974, 1975, 1976, 1979, 1980, 1981, 1983, 1984, 1987, 1989, 1991, 1992, 2009, 2013, 2019

Чемпионат Нидерландов по индорхоккею среди женщин:
- Чемпион (5): 1972, 1987, 2013, 2017, 2018